# Урусов, Юлий Дмитриевич
Князь Юлий Дмитриевич Урусов (1840—1919) — действительный тайный советник и обер-шенк из рода князей Урусовых.

## Биография
Происходил из ярославской ветви князей Урусовых, родился в семье отставного гвардейского офицера князя Дмитрия Никитича Урусова. Его дедом был ярославский наместник князь Никита Сергеевич Урусов; прадедом — генерал-поручик князь Василий Алексеевич Урусов; брат — камергер князь Леонид Дмитриевич Урусов.
В 1858 году окончил 1-ю Московскую гимназию.
В службе и классном чине с 1864 года по министерству иностранных дел. В 1868 году — третий, с 1869 года — второй секретарь Канцелярии министерства иностранных дел. На 1872 год коллежский асессор в придворном звании камер-юнкера — состоял при дипломатической миссии в Штутгарте.  На 1876 год надворный советник и в должности церемониймейстера состоял по ведомству министерства иностранных дел. На 1878 год коллежский советник в должности церемониймейстера — почётный герольд ордена Святого Александра Невского состоящий по ведомству министерства иностранных дел.
В 1880 году статский советник, в 1883 году — действительный статский советник в звании церемониймейстера — почётный мировой судья и почётный герольд — ордена Святого Александра Невского, с 1885 года ордена Святого Андрея Первозванного, состоящий по ведомству министерства иностранных дел.
14 (26) мая 1896 года в качестве коронационного обер-церемониймейстера открывал коронационное шествие на коронации императора Николая II. В 1900 году произведён в тайные советники и пожалован в званием шталмейстера.
В 1913 году произведён в действительные тайные советники. На 1916 год находился в числе первых чинов Императорского двора и имел придворное звание обер-шенка.

## Семья
Был женат с 9 апреля 1871 года на Ольге Ивановне Черновой (1852—1919), дочери коллежского регистратора Ивана Андреевича Чернова. Их дочь Мария (1876—1959) — фрейлина, была замужем за графом А. Н. Игнатьевым.